# Literatura ergódica
Literatura ergódica es un término acuñado por Espen J. Aarseth en su obra Cybertext - Perspectives on Ergodic Literature, y deriva de las palabras griegas ἔργον (trabajo o esfuerzo) y ὁδός (camino o recorrido). El libro de Aarseth contiene la definición más citada habitualmente:
En la literatura ergódica, se requiere un «esfuerzo relevante» por parte del lector para atravesar el texto. Si la literatura ergódica tiene sentido en tanto concepto válido, entonces debe haber también una literatura no-ergódica, donde el esfuerzo por atravesar el texto sea trivial, sin responsabilidad extranoemática para el lector, más allá de mover los ojos o pasar las páginas.
El cibertexto es una subcategoría de la literatura ergódica que Aarseth define como "un texto que implica cálculos en su producción de scriptons." El proceso de lectura de material impreso, en contraste, involucra un esfuerzo extranoemático «trivial» o «no relevante», es decir, apenas el movimiento de los ojos a lo largo de las líneas y el paso mecánico de las páginas. Así, la ficción hipertextual limitada a nodos y vínculos podría considerarse literatura ergódica, pero nunca cibertexto. Se requiere un "esfuerzo no trivial" por parte del lector para atravesar el texto, ya que el lector tiene que seleccionar constantemente cuál de los vínculos ha de seguir, pero un vínculo, cuando es clicado, siempre llevará al mismo nodo. Un chat bot como ELIZA es un cibertexto porque, cuando el lector escribe una frase, la máquina realiza cálculos sobre la marcha para generar una respuesta textual. En cambio, el I Ching es a menudo citado como ejemplo de cibertexto porque autocontiene las normas para su propia lectura. El lector lleva a cabo los cálculos por sí mismo y las normas para hacerlo están contenidas en el propio texto. 
Se ha argumentado que estas distinciones no son enteramente claras y los académicos aún debaten las precisiones de las mismas. Con la definición anterior, Finnegans Wake, la Crítica de la razón pura, y El ser y el tiempo son considerados literatura no ergódica pues tan solo exigen un esfuerzo trivial para su lectura (aunque requieran de un enorme esfuerzo intelectual para ser comprendidos). Una pila de periódicos manchados y podridos, por otra parte, sí sería literatura ergódica en tanto para su lectura y comprensión global el lector ha de tomar decisiones acerca de la relevancia de unos textos sobre otros y sus relaciones entre sí, amén de superar las dificultades de un soporte defectuoso.
Una de las mayores aportaciones del concepto de literatura ergódica es que no depende específicamente de ningún soporte. Investigadores en new media tienden a centrarse en el estudio del soporte, acentuando, por ejemplo, el hecho de ser este electrónico o basado en el papel. Aarseth rompió con esta asunción básica de que la distinción principal se basaba en el soporte y argumentó que la mecánica de los textos no necesita de un soporte o medio específico. La literatura ergódica no se define entonces por el soporte, sino por el modo en el que el texto funciona y es leído. Así, tanto aquellos soportados por papel como por medios electrónicos pueden ser ergódicos: «La obra de arte ergódica es aquella que, en un sentido material incluye las reglas para su propio uso; es una obra que construye sus propios requisitos para distinguir entre usuarios exitosos y no exitosos.»

## Ejemplos
Los ejemplos que aporta Espen J. Aarseth incluyen un grupo de textos diverso: inscripciones en muros del antiguo Egipto conectadas en dos dimensiones (en una pared) o en tres dimensiones (de una pared a otra, o de una habitación a otra); el I Ching; los caligramas de Apollinaire, poemas cuyas palabras «están dispersas en todas direcciones de una página a otra, de una imagen a otra, sin una secuencia clara en la que leerlas»; La Composition No. 1, Roman de Marc Saporta, una novela con páginas barajables; el libro Cien mil millardos de poemas de Raymond Queneau, entre otras del mismo autor; Los Desafortunados de B. S. Johnson; Paisaje pintado con té y Diccionario jázaro de Milorad Pavić; ELIZA de Joseph Weizenbaum; la obra de teatro de Ayn Rand Night of January 16th, en la cual el público forma un jurado y elige entre dos finales posibles; Racter de William Chamberlain y Thomas Etter; Afternoon, a story de Michael Joyce; Multi-User Dungeon (MUD1) de Roy Trubshaw and Richard Bartle.
Otros ejemplos contemporáneos de este tipo de literatura son S. de J. J. Abrams y Doug Dorst, Última sesión de Marisha Pessl, Z213: Exit de Dimitris Lyacos y La casa de hojas de Mark Z. Danielewski.
En castellano, el ejemplo más destacado es Rayuela (1963), la segunda novela del escritor argentino Julio Cortázar. Otro ejemplo más reciente es Minotauro, de Ruy Feben, donde, en una colección de 14 cuentos que funcionan como laberinto, se han dejado el rastro del ‘minotauro’, un poema de 14 versos. Está publicado en la revista VozEd que tiene un laboratorio y una convocatoria para este tipo de literatura.
La novela Los elefantes son contagiosos, de Jorge Jaramillo Villarruel, es otro ejemplo. Se trata de "una novela dadaísta acerca de todo", escrita en la modalidad transrealista. En su narrativa, incorpora fragmentos de poemas de distintos autores vanguardistas, mismos que aparecen mencionados o como personajes a lo largo de la obra. "No es un libro fácil. Pero si logras superar ese momento, te vas a encontrar con una novela que te va a remover alguna parte de la mente. Por un tiempo, vas a mirar al mundo a través de la ficción que crea Jaramillo".
Cada uno de estos ejemplos requiere de un «esfuerzo no trivial» por parte del lector, quien debe participar activamente en la construcción del texto.
Los conceptos de «cibertexto» y «literatura ergódica» fueron de extraordinaria importancia por los estudios de nuevos medios, en particular para su aproximación a estudios de textos digitales y de videojuegos.